# Луч, Григорий Васильевич
Григорий Васильевич Луч (по паспорту Васильев; 1 августа 1931, Ойкас-Кибеки, Вурнарский район, Чувашская АССР — 16 ноября 1998, Чебоксары) — советский и российский чувашский писатель-прозаик.
С 1970 года член Союза писателей СССР.

## Биография
Григорий Васильевич родился 1 августа 1931 года в деревне Ойкас-Кибеки Вурнарского района Чувашской АССР.
Учился в Шихазанской средней школе. 
Трудовую деятельность начал учителем родного языка и литературы. Работал в Шихазанской районной газете, в газете «Молодой коммунист» (заместитель редактора), в газете «Коммунизм ялавĕ» (заведующий отделом писем).
Был секретарем Шихазанского и Канашского райкомов комсомола, инструктором Чувашского обкома ВЛКСМ.  
После окончания Ленинградской высшей партийной школы заведовал отделом писем и рабселькоров объединенной редакции газет «Коммунизм ялавĕ» и «Советская Чувашия». С 1965 г. – инструктор Чувашского обкома КПСС, с 1966 г. – заведующий сектором печати, телевидения и радио отдела пропаганды и агитации обкома партии, главный редактор сатирического журнала «Капкăн», заведующий бюро пропаганды художественной литературы Союза писателей Чувашии. 

## Произведения
Литературно–творческую деятельность начал в 1960 г. с небольших рассказов. Сочинял очерки, рассказы, повести.
Основные издания: «Авăнмасăр, вăй хумасăр», «Арăслан», «Ãçта эсĕ, ылтăн кайăк?», «Вăрман хĕрринчи çурт», «Каçарăр, тархасшăн»/ Простите ради Бога (1982), «Иккĕмĕш кил», «Кĕтÿç шăхличĕ», «Кулас килет», ««Пăшалсăр сунарçă», «Чĕнмен хăна», «Возвращение талисмана», «И мы солдаты», «Журавли» и др.